# Otto Wendt (Politiker, 1902)
Otto Wendt (* 7. September 1902 in Belgard; † 5. September 1984 in Bad Krozingen) war ein deutscher Jurist. Während des Zweiten Weltkrieges war Wendt Kreishauptmann im deutsch besetzten Galizien und nach Kriegsende Politiker (GB/BHE) und Staatssekretär in Niedersachsen.

## Leben
Wendt studierte ab 1921 Rechtswissenschaften in Frankfurt, Greifswald, Halle und Heidelberg und promovierte 1930 in Heidelberg. Während seines Studiums wurde er 1921 Mitglied der Burschenschaft Frankonia Heidelberg. Er war ab September 1930 Sachbearbeiter bei der Kreisverwaltung im Landkreis Belgard und in Stettin. Nach der nationalsozialistischen „Machtergreifung“ übernahm er das Amt des Bürgermeisters in Barth. In Pommern war er NS-Kreisamtsleiter. Im okkupierten Westpreußen wurde er zwischen 1941 und 1942 Bürgermeister in Konitz im neu eingerichteten Reichsgau Danzig-Westpreußen. Im Generalgouvernement war er zunächst stellvertretender Kreishauptmann in Stryj unter Viktor von Dewitz, wo 4000 Juden ermordet wurden, danach in Kałuszyn unter Karl-Hans Broschegg. Am 6. Januar 1943 wurde er als Nachfolger von Hans Mann zum Kreishauptmann in Złoczów, alle Kreise lagen im Distrikt Galizien, der Distriktgouverneur dort war Otto Wächter.
Dass Wendt über die Judenaktionen im Voraus informiert war, ist, wie bei einer Reihe anderer Kreishauptleute, belegt. In Złoczów wohnte Wendt am 2. April 1943 der Auflösung des Ghettos durch Erich Engels bei. Es kam zu Exzessen, so vergewaltigte ein Gendarm eine Jüdin vor ihrer Ermordung.
Nach dem Rückzug der deutschen Truppen betreute er 1945 noch Ukrainer in Berlin.
Ob und wie lange Wendt nach dem Krieg interniert war, ist einstweilen nicht bekannt, denn „Die Personalakte wurde leider nicht freigegeben“.
Wendt begann 1949 in Osterode am Harz bei der Stadtverwaltung, 1952 wechselte er in das Niedersächsische Vertriebenenministerium und wurde im selben Jahr noch Polizeipräsident in Oldenburg, dies bis 1954. Ab dem 28. Januar 1955 bis 21. Februar 1959 wurde Wendt Regierungspräsident im Regierungsbezirk Stade. In der vierten Wahlperiode zog er am 6. Mai 1959 für den Gesamtdeutschen Block/Bund der Heimatvertriebenen und Entrechteten (GB/BHE) in den Niedersächsischen Landtag ein. Im September wurde er Staatssekretär im Niedersächsischen Ministerium für Wirtschaft und Verkehr und schied daher zum 1. Juli 1959 aus dem Landtag aus. Das Staatssekretärsamt endete mit der Wahlperiode am 31. August 1963.
Das Ermittlungsverfahren der Staatsanwaltschaft Göttingen wegen der Beteiligung an nationalsozialistischen Verbrechen im Generalgouvernement wurde am 5. Juni 1969 wegen Verjährung eingestellt. Die StA Göttingen hatte keine großen Ermittlungsanstrengungen unternommen und auch keine enge Kooperation mit der Zentralen Stelle in Ludwigsburg gesucht. Die Akten der StA Göttingen wurden 1976 vernichtet.

## Schriften
- Die Umwandlung bergrechtlicher Gewerkschaften in Aktiengesellschaften, ihre Ursache und steuerrechtliche Behandlung, Dissertation Universität Heidelberg, Wertheim am Main 1930.